# Павел Виноградов
Павел Владимирович Виноградов (рус. Павел Владимирович Виноградов) је руски космонаут и бивши командир Међународне свемирске станице. У свемир је до маја 2013. године летео три пута, и на листи по укупном времену проведеном у свемиру налази се међу првих 20 космонаута. Током космонаутске каријере је такође учествовао у седам свемирских шетњи.